# Consuelo Flores
Consuelo Flores Carrera (Guayaquil, 28 de noviembre de 1962) es una abogada y política ecuatoriana. Fue concejala cantonal de Guayaquil.

## Biografía

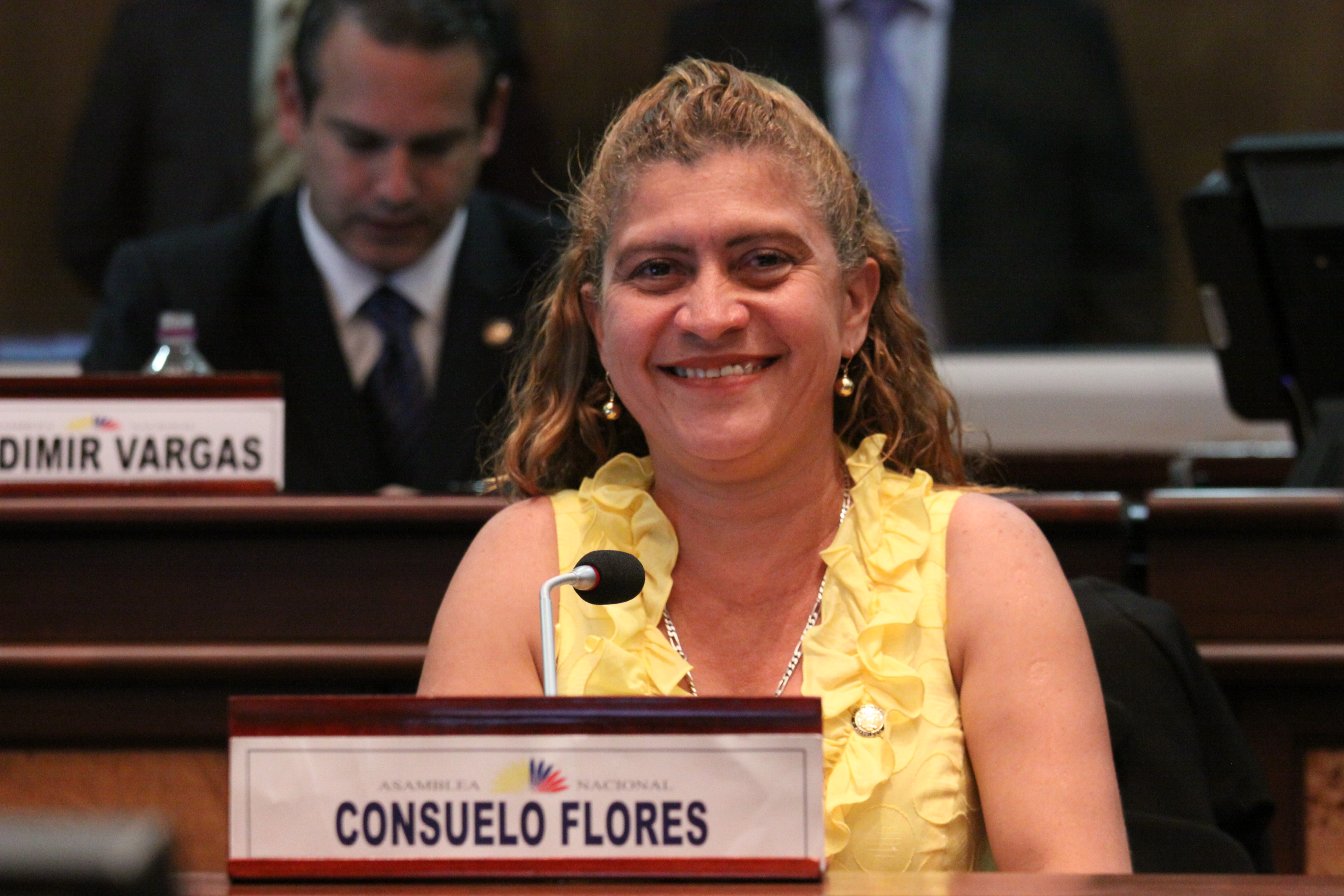
En la Asamblea Nacional

Realizó sus estudios superiores en la Universidad de Guayaquil, donde obtuvo el título de profesora, y en la Universidad Metropolitana, donde obtuvo el título de abogada. Posteriormente se desempeñó como dirigente del gremio de taxistas.
Inició su vida política en las elecciones legislativas de 2009, donde obtuvo una curul como asambleísta en representación de Guayas por el Partido Social Cristiano.
Para las elecciones legislativas de 2013 intentó conservar su puesto como asambleísta sin lograr ganar una curul.
En 2014 participó en las elecciones municipales como candidata a concejala en la circunscripción dos de Guayaquil por el Partido Social Cristiano, ganando un escaño junto a nueve miembros de su partido. Al siguiente período, volvió a presentar su candidatura para la representación del mismo distrito electoral, alcanzando de igual manera un escaño tras las elecciones seccionales de 2019. En este período, como concejala, es la representante de la Alcaldía de Guayaquil en el directorio de la Autoridad de Tránsito Municipal de Guayaquil.